# Санто-Стино-ди-Ливенца

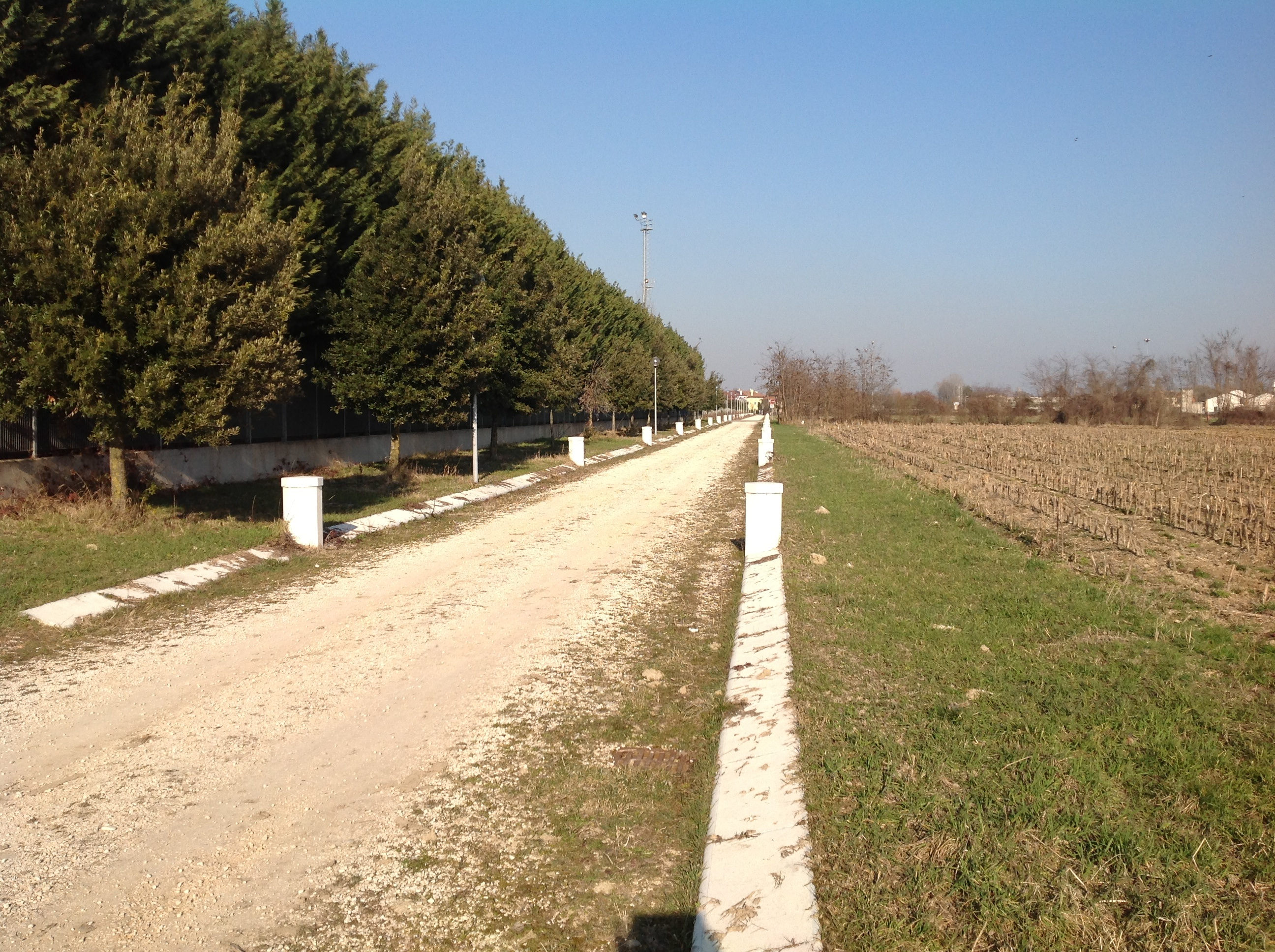
Сохранившийся участок римской дороги Via Popilia-Annia

Санто-Стино-ди-Ливенца (итал. Santo Stino di Livenza) — коммуна в Италии, располагается в провинции Венеция области Венеция.
Население составляет 11 734 человека, плотность населения составляет 173 чел./км². Занимает площадь 68 км². Почтовый индекс — 30029. Телефонный код — 0421.
Покровителями коммуны почитаются святой первомученик Стефан, святой Валентин Интерамнский и святой Власий Севастийский, празднование 26 декабря.